# Niko Jovićević
Niko Jovićević, črnogorski novinar in general, * 5. september 1908, † september 1988.

## Življenjepis
Pred drugo svetovno vojno je bil novinar. Leta 1941 je vstopil v NOVJ in naslednje leto v KPJ. Med vojno je bil poveljnik več enot.
Po vojni je končal VVA JLA in bil med drugim vojaški ataše v ZSSR in Veliki Britaniji.